# Законодательный совет острова Мэн
Законодательный совет острова Мэн (мэн. Choonceil Slattyssagh, англ. Legislative Council) — верхняя палата Тинвальда.

## Структура
Совет состоит из одиннадцати членов:
- Восемь членов, избранные палатой ключей
- Три члена ex officio:
  - Президент Тинвальда, председатель законодательного совета (решающий голос)
  - Епископ Содора и Мэна
  - Генеральный прокурор острова Мэн (без права голоса)

Исторически сложилось так, что большинство или все избранные члены совета были бывшими членами палаты ключей, но сейчас эта практика значительно сократилась или прекратилась.Ранее лейтенант-губернатор председательствовал в законодательном совете и Тинвальде (совместное заседание совета и палаты ключей). Теперь, однако, президент Тинвальда, которого выбирает весь Тинвальд на пятилетний срок, является по должности председателем законодательного совета, и председательствует в Тинвальде, за исключением, что лейтенант-губернатор председательствует один раз в году на День Тинвальда.
Кроме того, епископ Содора и Мэна английской церкви и генеральный прокурор имеют места в законодательном совете. Епископ является членом с правом голоса, генеральный прокурор без права голоса, а президент имеет решающий голос.
Совет обычно не инициирует законодательство (до недавнего времени последним актом, исходящим от совета, был закон о совместном использовании церковных зданий 1986 года). Вместо этого он рассматривает законопроекты, исходящие от палаты ключей. Однако вполне возможно, что инициатива может исходить от совета.

## Метод избрания
Члены совета избираются членами палаты ключей сроком на пять лет. Четыре члена одновременно уходят в отставку, а затем избираются четыре новых. Избираемый должен быть не моложе 21 года и постоянно проживать на острове Мэн. Исторически процедура выборов была очень громоздкой, растягиваясь на несколько недель или даже месяцев. Однако 4 апреля 2017 года были внесены поправки в регламент палаты ключей относительно выборов членов совета, и в июне 2017 года спикер палаты ключей издал соответствующую директивный документ.
28 января 2020 года, незадолго до выборов членов совета, в палате ключей было выдвинуто предложение, которое не позволило бы членам палаты проголосовать за большее число кандидатов, чем необходимо заполнить, но оно было отклонено.

## Текущие члены
- Президент Тинвальда (2016—2021) — Стивен Родан
- Епископ Содора и Мэна (с 2017) — Питер Иглз
- Генеральный прокурор (с 2017) — Джон Куинн
- Члены совета:
  - Джейн Пул-Уилсон (2018—2023)
  - Таня Август-Хансон (2018—2023)
  - Кейт Лорд-Бреннан (2018—2023)
  - Марлен Маска (2018—2023)
  - Питер Гринхилл (2020—2025)
  - Роберт Хендерсон (2020—2025)
  - Роб Мерсер (2020—2025)
  - Керри Шарп (2020—2025)

## История

### До 1917 года
Первоначально законодательный совет выполнял исполнительную функцию (то есть консультировал лейтенанта-губернатора или лорда Мэна), и его члены были полностью определены следующим образом:
- Лейтенант-губернатор острова Мэн
- Епископ Содора и Мэна
- Первый димстер
- Второй димстер
- Писарь свитков (объединён с первым димстером в 1918 году)
- Генеральный прокурор острова Мэн
- Генеральный казначей острова Мэн
- Водный пристав (должность упразднена в 1885 году)[3]
- Архидиакон Содора и Мэна
- Генеральный викарий Содора и Мэна (в разное время их было двое)

Исторически сложилось так, что прокурор (должность, которую иногда занимали вместе с другой должностью, такой как генеральный казначей) и архидиакон также были членами церкви. До реформации в состав совета входили и другие прелаты, например аббат Рашена.
Первые семь назначались короной, а последние два епископом. Постепенно проводились реформы, направленные на сокращение числа назначенных судей и религиозных деятелей, и эти члены постепенно заменялись на избранных непрямыми выборами.

### После реформы 1917 года
В 1917 году акт о судебной системе (с поправкой), внесённый законодательным советом, исключил писаря свитков из состава совета:
- Лейтенант-губернатор острова Мэн
- Епископ Содора и Мэна
- Первый димстер
- Второй димстер
- Генеральный прокурор острова Мэн
- Генеральный казначей острова Мэн
- Архидиакон Содора и Мэна
- Генеральный викарий Содора и Мэна

### После реформы 1919 года
В 1919 году архидиакон, генеральный викарий и генеральный казначей были исключены из состава совета ex officio в соответствии с законом о поправке к конституции острова Мэн 1919 года:
- Лейтенант-губернатор острова Мэн
- Епископ Содора и Мэна
- Первый димстер
- Второй димстер
- Генеральный прокурор острова Мэн
- Два члена назначенные лейтенант-губернатором
- Четыре члена избранные палатой ключей

### После реформы 1961 года
Увеличено число избранных членов с четырёх до пяти.

### После реформы 1965 года
Второй димстер лишился своего места в совете:
- Лейтенант-губернатор острова Мэн
- Епископ Содора и Мэна
- Первый димстер
- Генеральный прокурор острова Мэн
- Два члена назначенные лейтенант-губернатором
- Пять членов избранные палатой ключей

### После реформы 1969 года
Конституционный акт острова Мэн 1969 года отстранил от должности двух назначаемых членов законодательного совета:
- Лейтенант-губернатор острова Мэн
- Епископ Содора и Мэна
- Первый димстер
- Генеральный прокурор острова Мэн
- Семь членов избранные палатой ключей

### После реформы 1971 года
Конституционный акт острова Мэн 1971 года лишил генерального прокурора права голоса, и он больше не мог рассчитывать на кворум.

### После реформы 1975 года
Первый димстер лишился своего места в совете в силу акта 1975 года о поправках к конституции острова Мэн:
- Лейтенант-губернатор острова Мэн
- Епископ Содора и Мэна
- Генеральный прокурор острова Мэн
- Восемь членов избранные палатой ключей

### После реформы 1980 года
Лейтенант-губернатор был отстранён от должности председателя и заменён избранным президентом законодательного совета. Губернатор всё ещё председательствовал на совместных заседаниях Тинвальда:
- Президент законодательного совета
- Епископ Содора и Мэна
- Генеральный прокурор острова Мэн
- Восемь членов избранные палатой ключей